# Costa Balenae
 (août 2025).
Si vous disposez d'ouvrages ou d'articles de référence ou si vous connaissez des sites web de qualité traitant du thème abordé ici, merci de compléter l'article en donnant les références utiles à sa vérifiabilité et en les liant à la section « Notes et références ».
Costa Balenae est un site archéologique situé le long de l'ancienne Via Julia Augusta (aujourd'hui la SS1, également connue sous le nom de Via Aurelia), près de l'embouchure du fleuve Argentina (anciennement Tabia Fluvius). Il est mentionné à la fois sur l'itinéraire d'Antonin (comme lieu de débarquement) et sur la Table de Peutinger, sur cette dernière sous le nom de Costa Bellene (comme mansio). Il est également connu sous le nom de Zone archéologique de Capo Don.
Selon certaines études, le toponyme Costa Balenae pourrait dériver de la divinité ligure Belenos, liée au culte de la fertilité et assimilée par les Romains au dieu Apollon. Une autre version, moins documentée, associe le nom au roi Belos, père de Didon, d'origine phénicienne. Située dans l'actuelle commune de Riva Ligure, anciennement à mi-chemin entre Lucus Bormani (entre San Bartolomeo al Mare et Diano Marina, peut-être près du sanctuaire de Nostra Signora della Rovere (it) où des fouilles archéologiques ont été menées) et Albium Intemelium (l'actuelle Vintimille), elle aurait été fondée peu après la victoire sur les Ligures en 181 av. J.-C. par le consul Paulus Aemilius.
Proche de la mer, elle disposait d'un petit débarcadère et servait principalement de relais routier pour le changement et l'arrêt des chevaux et pour le transport des marchandises en provenance et à destination de la Gaule. De nombreuses pièces de monnaie et médailles découvertes sur place suggèrent que Costa Balenae est restée très active tout au long de l'Empire romain : des fouilles récentes, menées par l'Institut pontifical d'archéologie chrétienne (toujours en cours), ont confirmé cette hypothèse et la quasi-certitude d'une continuité de vie dans l'établissement du IIe  ou  Ier siècle avant J.-C. (les vestiges d'une villa romaine, partiellement fouillés, datent de cette période) au IIIe  ou  IVe siècle après J.-C. La christianisation du site remonte aux derniers siècles, mais les vestiges archéologiques découverts remontent au plus tard à la première moitié du VIe siècle, époque à laquelle fut érigée la basilique dite « Capo Don », probablement à la demande de l'évêque d'Albenga, sous la juridiction duquel la région relevait. Cet édifice comprenait un baptistère octogonal parfaitement conservé (qui avait déjà été découvert lors des fouilles archéologiques de 1937 menées par Nino Lamboglia) et était typique de l'ère paléochrétienne, comme ceux très similaires trouvés dans les villes romaines d'Albium Ingaunum et de Forum Julii) ; De plus, on y trouve une importante zone funéraire (divers types de sépultures ont été mis au jour), preuve supplémentaire d'un centre bien organisé, utilisé sans interruption, avec des modifications et des réductions ultérieures des bâtiments, jusqu'au Xe siècle, peut-être même partiellement jusqu'au XIIe siècle si l'on tient compte de la présence, sur la colline derrière le site (la Grangia), d'un monastère bénédictin sous contrôle génois, attesté jusqu'au XIVe siècle. Le déclin de l'établissement est probablement dû à une combinaison de causes : la formation de nouvelles implantations à proximité, la réorganisation des institutions religieuses en Ligurie occidentale, la modification des voies de circulation et de transport, et les incursions violentes des musulmans installés dans le sud de la France, dans la localité de Fraxinet.
Edward et Margaret Berry mentionnent également cette importante station de la Via Julia Augusta dans leur ouvrage « At the Western Gate of Italy » (1931).